# Drive-by
Um drive-by (apócope do termo inglês drive-by shooting) é um tipo de agressão que geralmente envolve o(s) perpetrador(es) disparando uma arma de dentro de um veículo motorizado e depois fugindo. Os drive-bys permitem que os perpetradores ataquem rapidamente seus alvos e fujam do local antes que a polícia possa responder. Os pré-requisitos de um drive-by incluem acesso a um veículo e uma arma. A proteção, o anonimato, a sensação de poder e a facilidade de fuga fornecidos pelo veículo levam alguns perpetradores a se sentirem seguros expressando sua hostilidade para com os outros.

## Concepção histórica

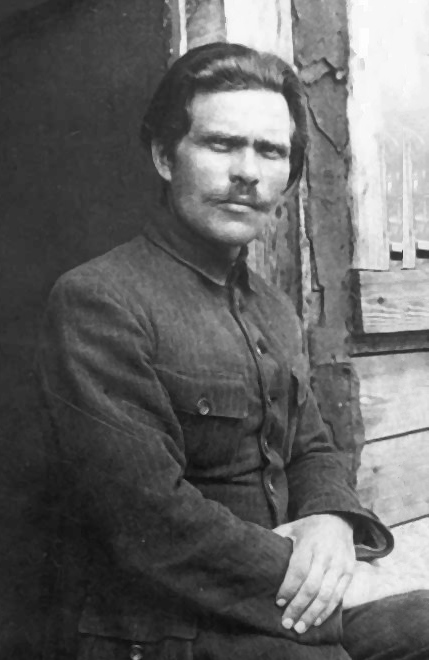
Nestor Makhno (fotografado em 1921) é creditado com a invenção das táticas de drive-by com cavalos, muito antes dos veículos motorizados se tornarem comuns.

A invenção do drive-by é atribuída a Nestor Makhno, comandante do Exército Insurgente Makhnovista no início do século XX. Ele combinou cavalo e carruagem com uma metralhadora para atacar alvos rapidamente e fugir antes que pudessem reagir adequadamente. Era chamado de Tachanka.
Veículos motorizados oferecem ocultação semelhante para transporte de armas para cenas de crime em situações como o Atentado de San Bernardino em 2015, e podem servir simultaneamente como veículos de fuga. Usar um veículo permite que o atirador se aproxime do alvo pretendido sem ser notado e então acelere fugindo antes que alguém reaja. Além de ataques relacionados a gangues, drive-bys podem resultar de raiva ao volante ou disputas pessoais entre vizinhos, conhecidos ou estranhos não relacionados à filiação a gangues.

## Estados Unidos
Não há dados nacionais sobre o volume de drive-bys. Bancos de dados estatísticos nacionais, como o Uniform Crime Reports, registram o resultado do tiroteio em vez do método. Os drive-bys não relacionados a gangues não são bem pesquisados, mas relatos jornalísticos e relatórios policiais sugerem que eles constituem uma proporção significativa dos drive-bys aos quais a polícia responde. Os drive-bys que ocorrem como uma forma extrema de raiva ao volante parecem ser bastante imprevisíveis em termos de horários e locais, mas geralmente ocorrem em reação a eventos aparentemente triviais, embora a motivação subjacente geralmente pareça ser uma série de estressores não relacionados na vida do perpetrador. Os pré-requisitos de um drive-by incluem acesso a um veículo e uma arma. A legislação recente se concentrou na transferência de armas em vez de veículos, então aqueles que realizam drive-bys podem usar seu próprio veículo ou um que tenha sido emprestado, alugado ou roubado.
As principais motivações para um drive-by envolvendo gangues incluem intimidação, terror e assassinato de membros de gangues de rua rivais. Esses tiroteios estão associados à violência de gangues em áreas urbanas dos Estados Unidos, mas também ocorrem em outros contextos. A tática também é chamada simplesmente de “drive-by”.

### História
Os assassinatos em motocicletas eram uma forma comum de assassinato usada pela traficante Griselda Blanco durante seus anos controlando as rotas de comércio de cocaína de Miami no final dos anos 1970 e início dos anos 1980. A própria Blanco morreu por esse método após ter sido baleada duas vezes na cabeça por um motociclista em um drive-by em Medellín, Colômbia. Os drive-bys também estão incluídos no modus operandi da Ku Klux Klan.
O gangster da era da Lei Seca de Chicago e chefe da North Side Gang, Bugs Moran, foi considerado um “pioneiro” do drive-by, com a metralhadora Thompson sendo a arma de escolha. A gangue notoriamente cruel realizou vários drive-bys contra seus rivais, incluindo a gangue South Side liderada por Al Capone e os Genna brothers. Outras gangues irlandesas-americanas, como a Saltis-McErlane Gang, a Sheldon Gang e a Southside O'Donnell's, também executaram drive-bys umas nas outras na área de Chicago. Al Capone também tinha um Cadillac pintado com as cores da polícia de Chicago (luzes de polícia incluídas) com para-brisa traseiro blindado e uma pequena escotilha para disparar metralhadoras com o carro em movimento.
Durante a Segunda Guerra da Máfia da Filadélfia, duas facções em guerra lutaram pelo controle da família; uma liderada pelo ex-suposto chefe, John Stanfa; e os “Young Turks” liderados pelo gangster promissor Joey Merlino. Em 5 de agosto de 1993, Merlino sobreviveu a uma tentativa de assassinato drive-by por dois atiradores de Stanfa, levando quatro tiros na perna e nas nádegas, enquanto seu amigo e associado Michael Ciancaglini foi baleado no peito e morto. Em 31 de agosto de 1993, um drive-by foi realizado contra Stanfa e seu filho enquanto eles dirigiam na Schuylkill Expressway. Stanfa escapou ileso e seu filho sobreviveu ao tiro no maxilar.
Em 1992, a gangue prisional Máfia Mexicana anunciou um decreto proibindo a gangue Sureños de cometer drive-bys, a fim de evitar repressões policiais em bairros do sul da Califórnia. Aqueles que quebrassem o decreto seriam punidos com agressão ou até mesmo morte no sistema prisional da Califórnia.
Vários artistas de hip hop foram alvos de drive-bys; rappers proeminentes que foram mortos em tais incidentes incluem Tupac Shakur, The Notorious BIG, Big L e Mac Dre. Outros rappers, como Obie Trice e 50 Cent, sobreviveram a ataques drive-by.
Em 2015, Jorja Leap, uma antropóloga da UCLA que estuda a cultura de gangues, destacou como as táticas de drive-by estão sendo substituídas pelo método de “tiros a pé”, porque os homicídios se tornaram mais direcionados e, ao conduzir, a precisão da pontaria é baixa.

## Itália
Na Itália, a circulação de armas de fogo é baixa em comparação com a dos Estados Unidos, e pouco mais de um milhão de civis possuem uma licença de porte de arma, então tiros cara a cara ou ameaças com armas de fogo são raros. Drive-bys, por outro lado, são comuns, especialmente em contextos criminais profissionais, já que a incidência estatística diz que quase todos os ataques com armas de fogo são realizados em carros, motocicletas ou scooters. Esses tipos de veículos são usados porque proporcionam melhor mobilidade nos estreitos distritos da cidade. Da década de 1970 até o século XXI, a Cosa Nostra e a Camorra são conhecidas por realizar drive-bys durante guerras de clãs ou máfias, ou para assassinar alvos. Um exemplo notável disso é o general Carabiniere Carlo Alberto dalla Chiesa, que foi morto com um AK-47 em um drive-by em setembro de 1982 em Palermo.
Um dos episódios mais marcantes de drive-by na Itália foi o Atentado de Macerata, conduzido contra seis africanos por um extremista de direita, Luca Traini, usando um Alfa Romeo 147. No entanto, o ataque não causou mortes.

## Guerras civis na Síria e no Iraque
Na primeira década do século XXI, os drive-bys também foram utilizados para assassinatos por militantes no Iraque, incluindo o de Waldemar Milewicz e Hatem Kamil, e na Síria.